# جون ر. غراهام
جون ر. غراهام (بالإنجليزية: John R. Graham)‏ هو ملحن أمريكي، ولد في 1931 في شارلوتسفيل في الولايات المتحدة.

## وصلات خارجية
- الموقع الرسمي
- جون ر. غراهام على موقع IMDb (الإنجليزية)
- جون ر. غراهام على موقع ألو سيني (الفرنسية)
- جون ر. غراهام على موقع ميوزك برينز (الإنجليزية)
- جون ر. غراهام على موقع قاعدة بيانات الفيلم (الإنجليزية)